# Чорторийська вулиця (Труханів острів)
Чортори́йська ву́лиця — зникла вулиця міста Києва, що існувала в робітничому селищі на Трухановому острові. Пролягала від Набережної вулиці до кінця забудови (згідно з німецькою картою міста 1943 року — від Дніпровської вулиці).
Прилучалися Прип'ятська та Дніпровська вулиці.

## Історія
Виникла під такою ж назвою 1907 року під час розпланування селища на Трухановому острові. Восени 1943 року при відступі з Києва німецькі окупанти спалили селище на острові, тоді ж припинила існування вся вулична мережа включно із Чорторийською вулицею.